# Hermann Michl
Hermann Michl (ur. 23 kwietnia 1912, zm. 21 lipca 1944) – zbrodniarz nazistowski, członek załóg obozowych m.in. Gross-Rosen, Majdanek oraz SS-Hauptsturmführer.

## Życiorys
Urodził się w Pasawie, z zawodu był urzędnikiem państwowym. W 1931 roku wstąpił do NSDAP (numer 419621) oraz SA, a do SS w 1933 (numer 71076). Od 1939 roku w KL Buchenwald. Od 1 stycznia 1940 roku przeniesiony do KL Sachsenhausen, gdzie od 1 czerwca piastował stanowisko zastępcy szefa wydziału IV oraz kierownika kasy obozowej. Czasowo nadzorował administracją podobozu Gross-Rosen, który później został obozem samodzielnym. Na tym stanowisku pozostał do 1 listopada 1941. Następnie został przeniesiony do KL Niederhagen-Wewelsburg, gdzie został kierownikiem wydziału IV. W dniu 14 grudnia 1942 roku przeszedł do Dywizji Kawalerii SS Florian Geyer. Z tą dywizją brał udział w działaniach frontowych do 18 lutego 1944 roku, po czym został oddelegowany na stanowisko zastępcy szefa wydziału IV do KL Riga. Z obozu tego przeniesiono go 7 czerwca 1944 r. do KL Lublin, gdzie również kierował wydziałem IV. Zginął w czasie likwidacji tego obozu 21 lipca 1944 roku.
Odznaczony był m.in. Wojennym Krzyżem Zasługi II i I klasy z mieczami.